# Microregiunea Dabas
Microregiunea Dabas (în maghiară Dabasi kistérség) a fost o microregiune statistică (kistérség) din județul Pest, Ungaria.
Cu o populație de 44.244 locuitori și o suprafață de 498,68 km2, aceasta a existat până în 2014, când în Ungaria, microregiunile ”kistérségek” au fost înlocuite de districte (járások).